# Modelo bancario de educación
Modelo bancario de educación (en portugués: modelo bancário de educação) es un término utilizado por Paulo Freire para describir y criticar el sistema educativo tradicional. El nombre hace referencia a la metáfora de los estudiantes como contenedores en los que los educadores deben poner conocimientos. Freire argumentó que este modelo refuerza la falta de pensamiento crítico y propiedad del conocimiento en los estudiantes, lo que a su vez refuerza la opresión, en contraste con la comprensión de Freire del conocimiento como resultado de un proceso creativo humano.

## Definición
El término modelo bancario de educación fue utilizado por primera vez por Paulo Freire en su influyente libro Pedagogía del oprimido. Freire describe esta forma de educación como "fundamentalmente narrativa de (in)carácter"  : 57 con el profesor como sujeto (es decir, el participante activo) y los estudiantes como objetos pasivos.
En lugar de comunicarse, el docente emite comunicados y realiza depósitos que los alumnos reciben, memorizan y repiten con paciencia. Este es el concepto "bancario" de la educación, en el que el campo de acción permitido a los estudiantes se extiende solo hasta la recepción, archivo y almacenamiento de los depósitos.: 58 
Por tanto, la educación se ve como un proceso de depósito de conocimientos en estudiantes pasivos. Los profesores son la autoridad epistemológica en este sistema; Se ignora el conocimiento preexistente de los estudiantes, además de lo que se esperaba que se "depositara" en ellos anteriormente. Freire también se refiere a un paradigma bancario en el sentido de que los estudiantes son "seres adaptables y manejables"... Cuanto más plenamente aceptan el papel pasivo que se les impone, más tienden a adaptarse simplemente al mundo tal como es y a la visión fragmentada de la realidad depositada en ellos": 60 
En el concepto bancario de la educación, el conocimiento es un regalo otorgado por quienes se consideran conocedores a quienes consideran que no saben nada. ...El maestro se presenta a sus alumnos como su opuesto necesario; al considerar absoluta su ignorancia, justifica su propia existencia.: 58 

## Modelo de transmisión
La educación bancaria sigue el modelo de transmisión de la educación. Este modelo ve la educación como un cuerpo específico de conocimiento que se transmite del maestro al alumno. Enfatiza el aprendizaje centrado en el maestro donde los estudiantes son absorbentes pasivos de información y que el propósito del aprendizaje es la memorización de hechos.
El modelo de transmisión se utiliza con mayor frecuencia en entornos universitarios como conferencias. Cuando hay una clase de más de 100 estudiantes, el método de educación más fácil es a través de una clase magistral en la que el maestro se coloca al frente de la clase y dicta a los estudiantes.

## Posible alternativa
Una posible alternativa al modelo bancario es el modelo de aprendizaje basado en problemas (similar a lo que Freire llamó educación para plantear problemas), en el que se anima a los estudiantes a pensar y resolver activamente los problemas que les presenta el profesor. Este modelo ve al estudiante como una persona con conocimientos previos que pueden capitalizarse para alcanzar mayores resultados que un modelo bancario que no aprovecha este capital.